# M-Sport World Rally Team
M-Sport World Rally Team je původem britský rallye tým, který se od roku 2006 účastní Mistrovství světa v rallye (WRC). Je provozován společností M-Sport, kterou vlastní bývalý automobilový závodník Malcolm Wilson. Tým za svou existenci několikrát změnil svůj název většinou v závislosti na hlavním sponzorovi. Za svou historii byl tým známy pod názvy Stobart VK M-Sport Ford Rally Team (2006, 2008, 2009), Stobart M-Sport Ford Rally Team (2007, 2010), M-Sport Ford World Rally Team (2012) a Qatar M-sport WRT (2013). Hlavní sídlo týmu se nachází v anglickém hrabství Cumbria. V současnosti tým reprezentuje Teemu Suninen (Finsko), Pontus Tidemand (Švédsko) a Elfyn Evans (Velká Británie).

## Historie

### 2006
Stobart VK M-Sport Ford Rally Team debutoval v sezóně 2006 na Rallye Monte Carlo, kdy v jeho barvách závodil Matthew Wilson a Pieter Tsjoen. Matthew Wilson absolvovala za tým všech 16 závodů. Dalšími jezdci byli během sezóny Luís Pérez Companc (8 podniků), Kosti Katajamäki (5 podniků), Jari-Matti Latvala (4 podniky), Juan Pablo Raies na Kyperské rallye a Andreas Mikkelsen na Waleské rallye.
Nejlepším výsledkem týmu bylo čtvrté místo Latvaly na Waleské rallye a páté místo Katajamäkiho v Turecku a šesté místo ve Švédské rally. S 44 body se tým umístil na pátém místě v továrním světovém šampionátu, za týmem OMV Peugeot Norway a před Red Bull Škoda.

### 2014
Katarské sponzorství bylo ukončeno na sklonku sezóny 2013. Mikko Hirvonen a Elfyn Evans byli nominováni na týmové body; Robert Kubica závodil pod RK M-Sport World Rally Team. Oba týmy bodovaly odděleně. Mikko Hirvonen dokončil svou poslední sezónu ve WRC na 4. místě se 126 body, přesně jako v sezóně 2013. Ve své debutové sezóně Elfyn Evans zaznamenal 7. místo. Tým opět skončil na 3. místo v hodnocení týmu, tentokrát porazil znovuobnovený tým Hyundai WRT.

### 2015
V týmu zůstal Elfyn Evans; do týmu byl po přestávce na místo odcházejícího Hirvonena nasazen estonský jezdec Ott Tänak, který odešel po konci sezony 2017.